# Pompeii (película)
Pompeii (Pompeya, en el resto de Hispanoamérica y España, y Pompeii: La furia del volcán, en Argentina y en Paraguay) es una película histórico-catastrófica germano-canadiense de 2014 producida y dirigida por Paul W. S. Anderson; los protagonistas son Kit Harington, Emily Browning, Carrie-Anne Moss, Adewale Akinnuoye-Agbaje, Jessica Lucas, Jared Harris y Kiefer Sutherland.
 Está ambientada en la época del Imperio romano y su argumento se centra en los esfuerzos de un esclavo por salvar a su pareja y a su mejor amigo tras la erupción del monte Vesubio.
El estreno mundial fue en Argentina el 18 de febrero de 2014, seguido de Francia, Bélgica y Rusia simultáneamente un día después.

## Sinopsis
La película se desarrolla en el año 62 d. C.
Pompeya, año 79 d. C. Milo (Kit Harington), un esclavo convertido en gladiador, ve cómo la mujer de la que está enamorado (Emily Browning) ha sido prometida a Corvus (Kiefer Sutherland), un corrupto senador. Cuando el Vesubio entra en erupción amenazando con destruirlo todo, Milo intentará salvarla...

## Errores históricos
- El nombre del protagonista, Milo, era muy típico en Grecia. Aun así, el futuro gladiador tiene sus orígenes en Britania.
- En el año 62 d. C. tuvo lugar un terremoto en la zona y diecisiete años después, fecha en la que el Vesubio entró en erupción, Pompeya todavía estaba reconstruyéndose. En la película, Pompeya es una ciudad bulliciosa y completamente reconstruida.
- Los gladiadores entrenaban en las escuelas, pero en la película el entrenamiento tiene lugar en el mismo anfiteatro.
- Tras los primeros minutos de la erupción, comenzó a caer una lluvia de fina y ligera piedra y ceniza que comenzaron a acumularse sobre la ciudad. En el film, tras la erupción se origina una gran columna de humo, causa grietas en la ciudad, destruye parte del anfiteatro...
- En la película, la gente huye hacia el puerto, que se encuentra al salir de la muralla. Realmente, el puerto se encontraba a más distancia de las murallas en el año 79.
- El grandioso tsunami que refleja la película no fue tal. Se produjo un pequeño tsunami en Miseno, no en Pompeya.

## Reparto
- Kit Harington como Milo.
  - Dylan Schombing como el joven Milo.
- Carrie-Anne Moss como Aurelia.
- Emily Browning como Cassia.
- Adewale Akinnuoye-Agbaje como Atticus.
- Jessica Lucas como Ariadna.
- Jared Harris como Severus.
- Joe Pingue como Graecus.
- Kiefer Sutherland como Corvus.
- Currie Graham como Bellator.
- Sasha Roiz como Proculus.
- Peter Hewitt como un arquero.
- Alain Moussi como un gladiador celta.

## Producción
La película se rodó en Toronto, Ontario de marzo a julio del 2013, principalmente en los estudios cinematográficos de Kipling Avenida. Constantin Film y Don Carmody producciones. 
Kit Harington se sometió a un régimen de entrenamiento extenuante para la película con el fin de conseguir un físico adecuado para el papel.

"Quise tener una transformación de cuerpo, que era uno de esos procesos que realmente nunca había hecho antes. Me obsesioné con eso hasta el punto que iba al gimnasio tres veces al día, seis días a la semana. Estaba agotado. Así que el entrenador intervino y dijo: 'Mira, no es necesario pasar por todo esto'."
Kit Harrington

## Recepción y críticas
Pompeya recaudó un millón en su primer fin de semana, terminando en tercer lugar, tras una fuerte competencia con La película de Lego. La película ganó el Academy of Canadian Cinema and Television de 2014, como la película canadiense más taquillera del año. 
Pompeya recibió críticas generalmente negativas de los críticos, con gran crítica en la actuación y la falta de originalidad. El sitio web de revisión  Rotten Tomatoes da a la película una puntuación de 28%, basado en 145 comentarios, el consenso del sitio dice: 

Un gran presupuesto espada-y-sandalia la aventura carece de influencia de la energía y la narración para ascender a un placer mas culpable.

El público encuestados por CinemaScore dieron a la película una "tibia" aprobación de grado B. Algunos críticos fueron bastante favorables, como se muestra en la revisión que resume la película como: 

... no es una historia particularmente original, pero que galopa en un buen clip, con buenos y apropiadamente galantes que dejan sin aliento y los malos dejan adecuadamente un aire satisfecho... ya sea una batalla de gladiadores o una persecución en carro a través de una ciudad en llamas. Anderson dirige con precisión, el ritmo y la crueldad - tiene un ojo y un oído para la violencia, por el impacto visceral de una matanza en su mejor momento, se crea secuencias de acción en las que se sienta que podría ocurrir cualquier cosa, a pesar de que por lo general se sabe cómo va a resultar. Y Pompeya es más atractivas que cualquier de las películas de superhéroes que vi el año pasado... Mientras tanto, el desastre hace que los villanos estén felices, y los devotos, amantes más feliz de lo romántico, esta historia de Pompeya nunca ha sido escrita. No es la Biblia, y no es Homero. En este tono magnífico y emocionante de una nueva versión, encuentra su nivel. Pompeya 3-D quiere simplemente para entretener. Y lo hace, con orgullo.